# Jim Palmer
Pour les articles homonymes, voir Palmer.
James Alvin Palmer (né le 15 octobre 1945 à New York aux États-Unis) est un joueur américain de baseball évoluant en Ligue majeure de baseball de 1965 à 1984 au poste de lanceur partant avec les Orioles de Baltimore. Vainqueur de trois Séries mondiales (1966, 1970 et 1983), de trois trophées Cy Young (1973, 1975, 1976) et de quatre Gants dorés (1976, 1977, 1978, 1979), sélectionné six fois au match des étoiles (1970, 1971, 1972, 1975, 1977, 1978), Jim Palmer est élu au Temple de la renommée du baseball en 1990. Son numéro 22 est retiré chez les Orioles en 1985.
Sa carrière de joueur achevée, il devient commentateur sportif pour la télévision. 

## Biographie
Natif de New York mais adopté à la naissance, Jim Palmer passe son enfance en Arizona. Après des études secondaires à la Scottsdale High School de Scottsdale (Arizona), il rejette une offre de l'Université d'UCLA pour jouer au basket-ball et signe chez les Orioles de Baltimore en 1963 contre un bonus de 50 à 60 000 dollars, selon les sources. Il passe une saison en Ligues mineures avant d'effectuer ses débuts en Ligue majeure le 17 avril 1965.
Il n'a jamais concédé un grand chelem en Ligue majeure.
Il lance un match sans point ni coup sûr contre les A's d'Oakland le 13 août 1969.
Palmer signe un essai autobiographique en 1996 : Together, We Were Eleven Foot Nine. Il évoque en particulier ses rapports souvent tendus avec son manager, le truculent Earl Weaver. Ce dernier, qui déclara « I have more fights with Jim Palmer than with my wife » (« J'ai eu plus de disputes avec Jim Palmer qu'avec mon épouse »), se plaignait surtout du côté hypocondriaque de Palmer. 
Sa carrière de joueur achevée, il devient commentateur sportif pour la télévision. Il opère notamment sur ESPN et ABC, en particulier à l'occasion des Little League World Series. Il assure également les commentaires des matches des Orioles sur MASN.